# 6663 Tatebayashi
6663 Tatebayashi è un asteroide della fascia principale. Scoperto nel 1993, presenta un'orbita caratterizzata da un semiasse maggiore pari a 2,6682107 UA e da un'eccentricità di 0,1344960, inclinata di 13,81907° rispetto all'eclittica.